# Gouvernement royal
 (signalé en août 2025).
Si vous disposez d'ouvrages ou d'articles de référence ou si vous connaissez des sites web de qualité traitant du thème abordé ici, merci de compléter l'article en donnant les références utiles à sa vérifiabilité et en les liant à la section « Notes et références ».
- Archive Wikiwix
- Bing
- Cairn
- DuckDuckGo
- E. Universalis
- Gallica
- Google
- G. Books
- G. News
- G. Scholar
- Persée
- Qwant
- (zh) Baidu
- (ru) Yandex
- (wd) trouver des œuvres sur Wikidata

Le gouvernement royal est un nouveau style de gouvernement imaginé par Louis XIV et son ministre de la marine, Jean-Baptiste Colbert, à partir de 1663, pour reprendre en main la Nouvelle-France.
Avant l'instauration du gouvernement royal, la Nouvelle-France était dirigée par un gouverneur seul qui suivaient les ordonnances soit directement du roi ou par l'intermédiaire du secrétaire d'État à la Marine.
Au sommet de cette hiérarchie trône le roi, monarque absolu de droit divin. Vient ensuite le secrétaire d'État de la marine — responsable de la politique coloniale —, auquel répond le Conseil souverain de la Nouvelle-France. Celui-ci est composé du gouverneur qui représente la personne du roi et pourvoit aux relations étrangères, de l'intendant qui veille à l'administration intérieure de la colonie et de l'évêque de Québec qui veille à la foi religieuse, l'éducation et la santé. De plus, le capitaine de milice sert de courroie de transmission auprès des habitants dans chacune des paroisses. Puis, il y a les magistrats de la Cour de Justice.
Malgré l'absolutisme, le peuple a toutefois le loisir de critiquer, de pratiquer une certaine résistance passive et de contourner les règlements, étant donné que le territoire est vaste et les forces de l'ordre plutôt réduites.
| Date d'entrée en fonction | Date de sortie en fonction | Nom                                                                    | Titre                                                                          | Gouvernement                          |
| ------------------------- | -------------------------- | ---------------------------------------------------------------------- | ------------------------------------------------------------------------------ | ------------------------------------- |
| 7 mars 1669               | 1683                       | Jean-Baptiste Colbert                                                  | Secrétaire d'État à la Marine                                                  | Louis XIV                             |
| 6 septembre 1683          | 3 novembre 1690            | Jean-Baptiste Colbert de Seignelay                                     | Secrétaire d'État à la Marine                                                  | Louis XIV                             |
| 7 novembre 1690           | septembre 1699             | Louis Phélypeaux de Pontchartrain                                      | Secrétaire d'État à la Marine                                                  | Louis XIV                             |
| 6 septembre 1699          | 1er octobre 1715           | Jérôme Phélypeaux de Pontchartrain                                     | Secrétaire d'État à la Marine                                                  | Louis XIV                             |
| 1er octobre 1715          | 24 septembre 1718          | Louis-Alexandre de Bourbon, comte de Toulouse - Victor Marie d'Estrées | Chef du Conseil de marine sous la polysynodie - Président du Conseil de marine | Régence Philippe d'Orléans - Louis XV |
| 24 septembre 1718         | 28 février 1722            | Joseph Fleuriau d'Armenonville                                         | Secrétaire d'État à la Marine                                                  | Régence Philippe d'Orléans - Louis XV |
| 28 février 1722           | 16 août 1723               | Charles Jean Baptiste Fleuriau de Morville                             | Secrétaire d'État à la Marine                                                  | Régence Philippe d'Orléans - Louis XV |
| 16 août 1723              | 23 avril 1749              | Jean Frédéric Phélypeaux de Maurepas                                   | Secrétaire d'État à la Marine                                                  | Louis XV                              |
| 30 avril 1749             | 24 juillet 1754            | Antoine Louis Rouillé                                                  | Secrétaire d'État à la Marine                                                  | Louis XV                              |
| 24 juillet 1754           | 1er février 1757           | Jean-Baptiste de Machault d'Arnouville                                 | Secrétaire d'État à la Marine                                                  | Louis XV                              |
| 1er février 1757          | 31 mai 1758                | François Marie Peyrenc de Moras                                        | Secrétaire d'État à la Marine                                                  | Louis XV                              |
| 31 mai 1758               | 31 octobre 1758            | Claude Louis d'Espinchal, marquis de Massiac                           | Secrétaire d'État à la Marine                                                  | Louis XV                              |
| 31 octobre 1758           | 13 octobre 1761            | Nicolas René Berryer                                                   | Secrétaire d'État à la Marine                                                  | Louis XV                              |
| 15 octobre 1761           | 10 avril 1766              | Étienne François de Choiseul                                           | Secrétaire d'État à la Marine                                                  | Louis XV                              |